# Hipparchia alcyone
La banda acodada (Hipparchia alcyone) es una mariposa de la familia Nymphalidae. La especie puede ser encontrada en Europa Central, Europa del sur, Europa Oriental, África del Norte, Anatolia y el Cáucaso.
Fue descubierta por Denis & Schiffermüler, 1775, Viena, Austria.

## Biología
El tamaño de sus alas es de 27–34 milímetros. Univoltina, vuela en una sola generación de fin de junio a mediados de agosto. de 0-1600 metros.
Come plantas nutriciasː  Brachypodium pinnatum, Brachypodium sylvaticum, Festuca ovina, Arrhenatherum elatius, Festuca paniculata, Festuca ampla.

## Hábitat
Pendientes rocosas escarpadas, bosque abierto, márgenes y claros de bosque, zonas arbustivas.
Las larvas se alimentan en varios tipos de hierba.